# Streifen-Ringschwanzbeutler
| 3 | · | 1 | · | 3 | · | 4 | = 40 |
| 2 | · | 0 | · | 3 | · | 4 | = 40 |

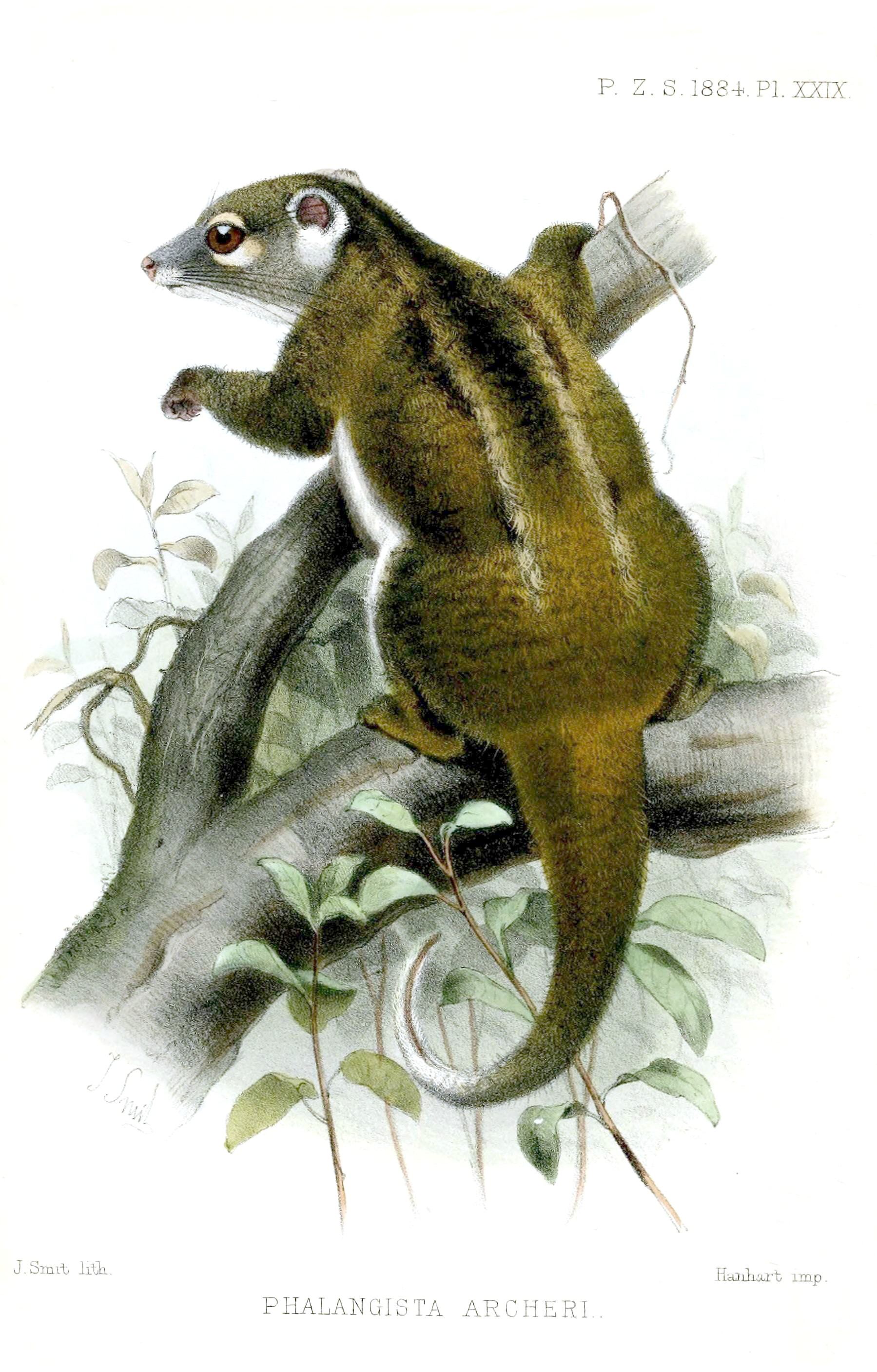
Zeichnung von Joseph Smit mit Verdeutlichung der Rückenstreifen.

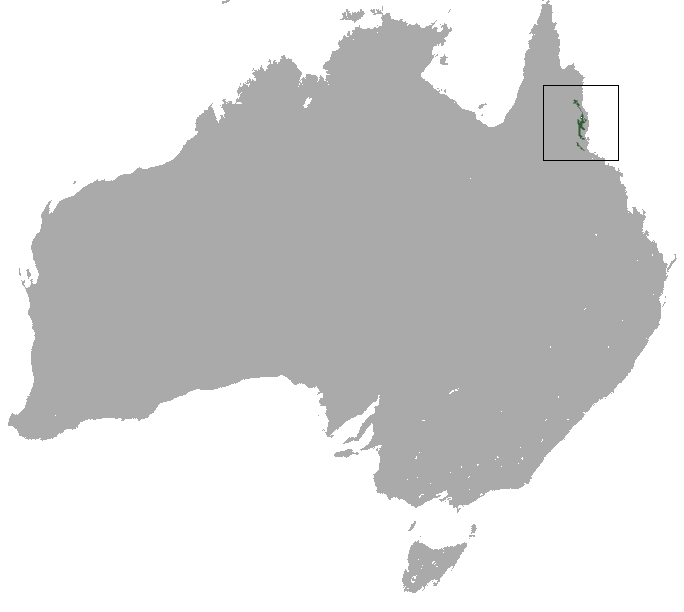
Verbreitungsgebiet des Streifen-Ringschwanzbeutlers.

Der Streifen-Ringschwanzbeutler (Pseudochirops archeri) ist ein Beuteltier in der Familie der Ringbeutler, das im Nordosten Australiens vorkommt.

## Merkmale
Die Art erreicht eine Kopf-Rumpf-Länge von 28,5 bis 37,7 cm und ein Gewicht von 670 bis 1.350 g. Sie hat einen plumpen Körper sowie einen Greifschwanz. Letzterer ist ungewöhnlich kurz und nahe dem Rumpf verdickt. Die ungenutzte Schwanzspitze ringelt sich ein. Das dichte und weiche Fell des Streifen-Ringschwanzbeutlers wird aus Haaren gebildet, die schwarz, gelb und weiß gebändert sind, was in einer limettengrünen Farbe resultiert. Namensgebendes Merkmal sind zwei silberne Längsstreifen auf dem Rücken. Auffällig sind zusätzlich weiße Flecken unter den Augen und Ohren. Wie andere Ringbeutler hat die Art einen opponierbaren „Daumen“ an den Vorderpfoten sowie einen opponierbaren großen Zeh an den Hinterfüßen.
Die molaren Zähne weisen mondsichelförmige Kanten auf. Deswegen zermahlt der Streifen-Ringschwanzbeutler seine Blätternahrung nicht, sondern zerschneidet sie.

## Verbreitung
Dieses Beuteltier bewohnt die östlichen Bereiche der Kap-York-Halbinsel im Bundesstaat Queensland in Australien. Es hält sich in Bergländern auf, die mindestens 300 Meter über dem Meer liegen. Als Habitat dienen schattige Regenwälder.

## Lebensweise
Der Streifen-Ringschwanzbeutler hält sich vorwiegend in Bäumen auf und besucht gelegentlich den Grund. Er ist nachtaktiv und ruht am Tage versteckt im dichten Blattwerk auf einer Astgabel. Dabei rollt er sich zu einem Ball zusammen, mit dem Gesicht, den vorderen Gliedmaßen und dem Schwanz gegen den Bauch gepresst.
Die Art ernährt sich vorwiegend von reifen Blättern, die meist an Waldrändern vorkommen. Laut einer Studie von 2006 besteht die Nahrung zu mehr als 50 Prozent aus Blättern der Pflanzen Ficus fraseri, Ficus copiosa, Aleurites rockinghamensis und Arytera divaricata. Der Streifen-Ringschwanzbeutler kann jedoch auch Blätter der Brennnesselgewächs-Gattung Dendrocnide verdauen. Gelegentlich wird die Nahrung mit Früchten von Feigen komplettiert. Zur besseren Verwertung der Nährstoffe ist die Art koprophag.
Beim Streifen-Ringschwanzbeutler erfolgt die Fortpflanzung im australischen Herbst und Winter, vor allem im Juni und Juli. Wie bei allen Beuteltieren sind neugeborene Individuen unterentwickelt. Sie kriechen zum Beutel der Mutter und saugen an einer Zitze. Ältere Jungtiere reiten auf dem Rücken der Mutter, wenn diese auf Nahrungssuche geht. Wenn sie selbstständig klettern können, begleiten sie ihre Mutter noch einige Wochen.
Typische Feinde der Art sind der Rostkauz (Ninox rufa), der Rautenpython (Morelia spilota) sowie der Riesenbeutelmarder (Dasyurus maculatus).

## Taxonomie
Eine phylogenetische Studie von 2010 kam zu dem Ergebnis, dass die Gattung der Grünen Ringbeutler in Bezug auf den Streifen-Ringschwanzbeutler paraphyletisch ist. Er hatte sich von einem gemeinsamen Vorfahren der anderen Gattungsmitglieder getrennt, noch bevor sich der Felsen-Ringbeutler (Petropseudes dahli) abspaltete.
Der Artzusatz im wissenschaftlichen Namen ehrt die schottischen Gebrüder Archer, die nach Australien umsiedelten und dem Entdecker des Streifen-Ringschwanzbeutlers Unterkunft gaben.

## Status
Das Verbreitungsgebiet der Art ist geringer als 5.000 km², doch es besteht zum überwiegenden Teil aus geschützten Regionen, die als Weltnaturerbe vorgesehen sind. Der Gesamtbestand gilt als stabil. Die IUCN listet den Streifen-Ringschwanzbeutler als nicht gefährdet (Least Concern).

## Belege
1. ↑  Don E. Wilson, DeeAnn M. Reeder (Hrsg.): Mammal Species of the World. A taxonomic and geographic Reference. 3. Auflage. 2 Bände. Johns Hopkins University Press, Baltimore MD 2005, ISBN 0-8018-8221-4 (englisch, Pseudochirops archeri).
2. 1 2 3 4 5 6  Sarah Davis: Green ringtail possum im Animal Diversity Web der University of Michigan Museum of Zoology. 2002. Abgerufen: 11. November 2017.
3. 1 2 3  Pseudochirops archeri in der Roten Liste gefährdeter Arten der IUCN 2016. Eingestellt von: Burnett, S. & Winter, J., 2008. Abgerufen am 11. November 2017.
4. ↑  Meredith et al. A Phylogeny and Timescale for the Evolution of Pseudocheiridae (PDF; 534 kB) 2010, abgerufen am 11. November 2017.
5. ↑  Beolens, Watkins & Grayson: The Eponym Dictionary of Mammals. JHU Press, 2009, S. 16 (Archer).